# Habib d'Édesse

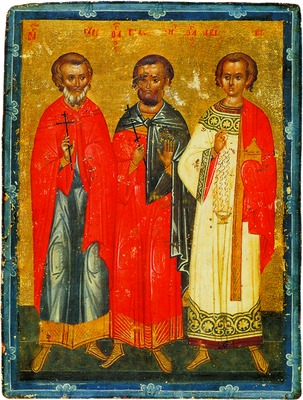
Saint Samonas, saint Gurias et saint Habib.

Il existe plusieurs saints Habib, en Georgie, en Égypte, en Syrie, en Perse. Le martyrologe catholique actuel mentionne au moins deux Habib martyrs à Edesse, l'un mort en 306, l'autre en 322 (à moins que ce soit un unique personnage). Le martyrologe de l'Église Catholique de France semble tenir pour deux saints, un saint Habib d'Edesse, et un saint Habib d'Urfa - sauf qu'Urfa semble être un autre nom de la ville d'Edesse. Quant à saint Gurias, ci-dessous mentionné, il s'agit peut-être d'un dérivé de urḥa en syriaque, et signifiant "habitant d'Urfa").
Les affirmations ci-dessous sont donc à prendre avec une légitime prudence, comme souvent les documents hagiographiques.
Saint Habib d'Edesse, mort en 322 (ou en 306), est un martyr chrétien.
Il est né à Tel-Sheba, aux environs d'Édesse, actuellement Urfa en Turquie. Diacre (en 321), il prêche dans les campagnes quand il est accusé de prosélytisme. Il se cache d'abord, puis sort de sa retraite et se présente au juge. Il est condamné à être brûlé vif.
Arrêtés, selon certains, durant la persécution de Dioclétien (mais Dioclétien est mort en 311; il pourrait aussi s'agir de Licinius), Habib et Samonas connaissent de cruels tourments, comme celui d'être pendus par une seule main pendant des heures. Puis ils sont enfermés trois mois dans l'obscurité totale d'un cachot, et enfin décapités.
La persécution continue et Gurias est arrêté à son tour. Comme on lui annonçait la liste des tortures qu'il devait subir, il réplique :
« Ces supplices affermissent ma volonté comme l'arbre qu'on arrose pour porter du fruit ».
Il est traîné vers le bûcher avec une lanière accrochée dans la bouche, et quand le feu se met à crépiter, il rend l'âme aussitôt. Saint Gurias est enterré dans le même tombeau que saint Habib et saint Samonas.
Habib est diacre et martyr ainsi que les saints martyrs Samonas et Gurias.
On le fêtait le 27 mars jusqu'à ce que le martyrologe romain le transfère au 2 septembre,.
Selon la tradition chrétienne du Roman Pseudo-clémentin (fin du deuxième siècle ?) , le maître rabbinique de Paul de Tarse, Gamaliel l'Ancien, aurait fini par devenir adepte de Jésus-Christ, et selon une tradition plutôt tardive (415), Habib ou Abibas serait le nom d'un fils de Gamaliel, dont on aurait miraculeusement retrouvé la tombe, avec celle des saints Etienne et Nicodème. La date du 3 août 415 fête encore dans les Eglises d'Orient l'inventio ("découverte") de cette triple sépulture.
Les Eglises orthodoxes fêtent le 29 janvier un (autre ?) saint Abib martyr à Samosate, cité des confins de la Syrie...
Habib veut dire « aimé » en arabe et en syriaque.